# Толубко Володимир Борисович
Толу́бко Володи́мир Бори́сович (нар. 3 вересня 1948) — радянський та український військовий діяч і педагог, доктор технічних наук, професор, генерал-полковник.

## Біографія
Народився 3 вересня 1948 року в місті Краснограді Харківської області. Українець. Племінник головного маршала артилерії Толубка Володимира Федоровича.
У 1966—1971 роках навчався у Харківському вищому військовому командно-інженерному училищі.
Проходив військову службу в частинах РВСП. Пройшов шлях до начальника штабу полку.
У 1977 році вступив на командний факультет Військової інженерної артилерійської академії ім. Ф. Е. Дзержинського, яку з відзнакою закінчив у 1979 році.
Командував 552-м ракетним полком (1979—1982), був заступником командира ракетної дивізії.
У 1984—1986 роках — навчання в Військовій академії Генерального штабу ЗС СРСР ім. Ворошилова.
У 1986—1990 роках — командир 46-ї ракетної Нижньодніпровської ордена Жовтневої Революції Червонопрапорної дивізії.
У 1990—1992 роках — начальник Харківського вищого військового командно-інженерного училища ракетних військ ім. Маршала Радянського Союзу М. І. Крилова.
У 1992—1999 роках — начальник Харківського військового університету.
У 1999—2000 роках — перший заступник начальника Головного управління розвідки міністерства оборони України — заступник начальника Генерального штабу Збройних сил України з військової розвідки.
У 2000—2005 роках — начальник Національної академії оборони України.
У 2013—2024 роках — ректор Державного університету телекомунікацій.

## Наукова діяльність
У 1975 році захистив кандидатську дисертацію.
У грудні 1991 року рішенням Вищої атестаційної комісії (ВАК) СРСР було присвоєне вчене звання «професор».
У серпні 1998 року першим в Україні захистив докторську дисертацію зі спеціальності 21.00.01 «Військова безпека держави» й у жовтні того ж року ВАК України присвоїла В. Б. Толубку науковий ступінь доктора технічних наук.
Член Президії ВАК України.

## Громадсько-політична діяльність
Був членом КПРС. Обирався делегатом XIX з'їзду ВЛКСМ, а також депутатом міської ради.
18 березня 1990 року обраний народним депутатом Верховної Ради України по 287-му виборчому округу (м. Первомайськ, Миколаївська область). Член Комісій ВР України у справах молоді; з питань оборони і державної безпеки.
Брав участь у виборах до Верховної Ради України 2012 року, як кандидат-самовисуванець по виборчому округу № 132. Посів 3-є місце (9.09 %) серед 7 кандидатів.

## Нагороди і почесні звання
- Медаль «За бездоганну службу» 3-го ступеня;
- Орден Червоної Зірки;
- Орден «За службу Батьківщині в Збройних Силах СРСР» 3-го ступеня;
- Орден Святого Станіслава 3-го ступеня (2001)[4];
- Медалі;
- Заслужений працівник освіти України (1999);
- Почесний громадянин міста Первомайськ Миколаївської області[5].
- Почесний громадянин Харківської області (2014)[6].